# Fly Me Pop FRIDAY
Fly Me Pop FRIDAY（フライ ミー ポップ フライデー）はFM NORTH WAVEで2009年4月3日から2010年3月26日まで毎週金曜日に放送されていたラジオ番組。新千歳空港内のサテライトスタジオから公開生放送されていた。
番組名は、Fly（新千歳空港）とFRIDAYに、フリッパーズ・ギターのアルバム『colour me pop』を組み合わせたスラング。

## 放送時間
- 12:00 - 16:30（2009年4月 - 9月）
- 12:00 - 16:00（2009年10月 - 2010年3月）
- :Netz STYLE STUDIO放送に伴い30分縮小

## 出演者
- 鹿島千穂

## タイムテーブル
- 12:00 オープニング
- 12:30 cinema cafe
- 12:42 WEATHER INFORMATION
- 13:00 - 13:40 NEW CHITOSE AIRPORT Fleur presents SKY STREET
- 13:55 - 14:00 NEXCO東日本 Driving RADIO 〜スイーツハイウェイ〜
- 14:10 - 14:14 快適生活ラジオショッピング
- 14:42 WEATHER INFORMATION
- 14:50 - 15:00 WONDER DOG! WONDERFUL LIFE
- 15:00 - 15:06 ポッカ レモンと私のヒミツ
- 15:55 放送終了